# 譚新源
譚新源，香港演員、導演，前香港亞洲電視劇集監製。祖籍廣東省東莞市.
譚新源在1970年代加入無綫電視任職劇務及助理編導，其在1977年無綫電視單元劇《小人物》之《阿唇的故事》中飾演男主角，劇情以譚新源自身經歷為創作藍本。
1981年加入麗的電視任職劇集助理編導，亦在不少劇集中客串一角，麗的易名亞洲電視後繼續於電視台服務，1983年開始擔任製作統籌及升任編導，1987－1990年擔任劇集監製。
1990年代離開亞洲電視後曾執導電影，代表作品有《緣分新天空》。

## 外部連結
- 譚新源－HKMDB （页面存档备份，存于）
- 由周潤發到譚新源 - 馮睎乾 （页面存档备份，存于）